# Sparta Bydgoszcz
KKS Sparta Bydgoszcz – bydgoski klub sportowy założony w 1928 roku. Klub używał barw kolejowych, tj. granatowo-amarantowych. Rozwiązany w 1935 roku.

## Historia
Klub założono 10 lutego 1928 r., od 5 grudnia działał jako klub sportowy Kolejowego Przysposobienia Wojskowego. Pierwszym prezesem nowego klubu został Kazimierz Stabrowski. W Sparcie istniało na początku pięć sekcji: sportów wodnych (od kwietnia 1929 r. sekcja wioślarska Sparty zmieniła nazwę na Kolejowy Klub Wioślarski), lekkoatletyki, piłki nożnej, tenisa i turystyki. Piłkarze tego klubu w latach 1930-1934 grali w klasie B Pomorskiego Związku Okręgowego Piłki Nożnej. W 1930 r. KKS Sparta zdobyła mistrzostwo Bydgoszczy, pokonując w finale Sokół I Bydgoszcz 1:0. W 1935 roku klub został skreślony z listy członków PZOPN.

## Sukcesy
- Mistrzostwo Bydgoszczy - 1930